# Vía Colectora Ventanas-Guaranda
La Vía Colectora Ventanas-Guaranda (E494) es una vía secundaria  ubicada en las Provincias de Los Ríos y Bolívar.

## Características
Esta colectora, de trazado oeste-este, nace en la Troncal de la Costa (E25), en la ciudad de Ventanas, provincia de  Los Ríos. El trayecto por la provincia de Los Ríos se caracteriza por ser plano en elevación. Una vez en la provincia de Bolívar la vía colectora Ventanas-Guaranda pasa por la ciudad de Echeandía donde cambia su rumbo hacia el suroriente para ascender a la cordillera de  Los Andes hasta finalizar su recorrido en la ciudad de Guaranda.

## Localidades destacables
- Ventanas
- Los Ángeles
- Echeandía
- Guaranda